# Deltocyathoides
Genre
Deltocyathoides est un genre de coraux durs de la famille des Turbinoliidae.

## Liste d'espèces
Le genre Deltocyathoides comprend les espèces suivantes :
| Selon World Register of Marine Species (15 juillet 2015) : - Deltocyathoides orientalis (Duncan, 1876) - Deltocyathoides stimpsonii (Pourtalès, 1871) | Selon ITIS (15 juillet 2015) : - Deltocyathoides orientalis (Duncan, 1876) - Deltocyathoides stimpsonii (Pourtalès, 1871) |